# Mehdi Khalsi
Mehdi Khalsi est un boxeur marocain né le 6 juin 1986, suite à sa carrière professionnelle, il devient professeur et entraîneur de boxe anglaise à Meknès. Ayant représenté le Maroc lors de plusieurs compétitions internationales, notamment les Jeux olympiques de Pékin en 2008 et de Londres en 2012, Khalsi s'est forgé une solide réputation sur la scène nationale et internationale. Son style technique et sa détermination lui ont permis de décrocher de nombreux titres au cours de sa carrière amateur.
Après avoir raccroché les gants, il choisit de transmettre son savoir et son expérience aux jeunes générations. À Meknès, il ouvre un club de boxe où il forme des boxeurs prometteurs, tout en promouvant les valeurs de discipline, de persévérance et de respect propres à ce sport. Son engagement dans la formation de la jeunesse sportive fait de lui une figure respectée dans le monde de la boxe marocaine.

## Carrière
Sa carrière amateur est principalement marquée par une médaille d'argent remportée aux Jeux méditerranéens de Pescara en 2009 dans la catégorie poids welters.
Sa carrière amateur est principalement marquée par une médaille d'argent remportée aux Jeux méditerranéens de Pescara en 2009 dans la catégorie poids welters. Il participe également aux Jeux olympiques de Pékin en 2008 et de Londres en 2012, représentant fièrement le Maroc sur la scène internationale. Malgré une élimination précoce lors de ces deux éditions, sa présence dans la compétition la plus prestigieuse du sport témoigne de son haut niveau et de son engagement.

## Palmarès

### Jeux olympiques
- Qualifié pour les Jeux olympiques de 2012 à Londres, Angleterre.
- Participation aux Jeux olympiques de 2008 à Pékin, Chine.

### Jeux méditerranéens
- Médaille d'argent en poids welters (-69 kg) en 2009 à Pescara (Italie)